# Zaveazanți, Mostîska
Zaveazanți (în ucraineană Зав'язанці) este localitatea de reședință a comunei Zaveazanți din raionul Mostîska, regiunea Liov, Ucraina.

## Demografie
Componența lingvistică a localității Zaveazanți
     Ucraineană (100%)
Conform recensământului din 2001, toată populația localității Zaveazanți era vorbitoare de ucraineană (100%).